# Rîpa Adîncă
Rîpa Adîncă este un monument al naturii de tip geologic sau paleontologic în raionul Ocnița, Republica Moldova. Este amplasat la marginea nordică a satului Verejeni. Are o suprafață de 6 ha. Obiectul este administrat de Întreprinderea Agricolă „Nistru”.